# Le Seau
Le Seau (en néerlandais : De Seule) est un hameau de Neuve-Église, une section de la commune belge de Heuvelland, mais qui se prolonge de l'autre côté de la frontière franco-belge dans la commune de Bailleul. Le hameau rural est situé sur la frontière, à trois kilomètres au sud du centre de Neuve-Église et à l'est de la ville française de Bailleul, à cinq kilomètres à l'est du centre-ville. Un kilomètre et demi à l'ouest se trouve le hameau de La Crèche (nl), un kilomètre à l'est se trouve le hameau de Pont d'Achelles.

## Histoire
La ville était déjà mentionnée au XVIIe siècle. Le mot flamand "seule" signifiant en français "seau". La carte Cassini du XVIIIe siècle indique le hameau sous le nom le Seau, il est situé le long de la route de Bailleul à Armentières. On y voit un moulin à vent. La carte Ferraris des années 1770 montre une auberge du nom "Cabaret du Seau" et le moulin à vent "Moulin du Seau".

## Trafic et transport
Le Seau est située au carrefour de la route française Bailleul-Armentiers (D933) et de la route belge vers Neuve-Église (N331).